# Solanum siphonobasis
Solanum siphonobasis är en potatisväxtart som beskrevs av Friedrich August Georg Bitter. Solanum siphonobasis ingår i släktet skattor som ingår i familjen potatisväxter. Inga underarter finns listade i Catalogue of Life.